# Subra
Subra (omikron Leonis) is een dubbelster in het sterrenbeeld Leeuw (Leo) met een periode van 14,5 dagen, bestaande uit een type F reus of heldere reus (de meningen zijn verdeeld) en een Type A hoofdreeksster.